# Den oväntade gästen (pjäs)
Den oväntade gästen (engelska: The Unexpected Guest) är en pjäs från 1958 av Agatha Christie. Den hade premiär i West End på Duchess Theatre den 12 augusti 1958 efter ett tidigare försök på Bristol Hippodrome. Den regisserades av Hubert Gregg.

## Historia
Efter fiaskot med Domslut skrev Agatha Christie en ny pjäs tämligen snabbt och hennes producent Peter Saunders satte omedelbart upp den. Domslut hade lagts ner den 21 juni 1958 och Den oväntade gästen spelades först en vecka i Bristol innan den sattes upp på Duchess Theatre i West End den 12 augusti. Den spelades 604 gånger under de kommande arton månaderna. Pjäsen kan kanske beskrivas som ett mordmysterium förklätt till ett icke-mysterium då den börjar med att en främling (den "oväntade gästen") kör i diket en dimmig afton och tar sig upp till ett hus för han finner en kvinna med en pistol i handen bredvid sin döde mans kropp som hon erkänner att hon har dödat. Han bestämmer sig för att hjälpa henne och tillsammans kokar de ihop en historia och en handlingsplan. Den mörade mannen, en krympling i rullstol, verkar ha varit en otrevlig och sadistisk karaktär. Förutom de närmaste familjemedlemmarna verkar det ha funnits andra som gärna skulle ha mördat honom om de fick tillfället.
I likhet med Spindelnätet men till skillnad från Råttfällan och Åklagarens vittne var Den oväntade gästen ett helt nytt verk av Christie. Den var skriven av henne själv och ingen bearbetning av någon annan, dessutom byggde den inte på något av hennes tidigare skrivna alster.

## Handling
En dimmig natt går Michael Starkwedder in i familjen Warwicks hem genom ett fönster i arbetsrummet. Han hittar Richard Warwicks döda kropp och hittar Richards fru Laura med en pistol i handen som ska ha dödat honom. Michael tror inte att hon dödade honom och hon berättar snart för honom att hon är oskyldig. De två bestämmer sig för att lägga skulden på en fiende från det förflutna, MacGregor, en man vars son dödades när han blev överkörd av Richards bil när Richard körde berusad. Allt eftersom berättelsen fortskrider avslöjas det att Laura hade en affär på grund av Richards grymma natur och gick i god för mannen hon var otrogen med när hon påstod sig ha dödat Richard.

## Scener
Pjäsen utspelar sig i Richard Warwicks arbetsrum i södra Wales nära Bristol Channel.
AKT I
- Scen 1 – En kväll i november. Ca 23:30
- Scen 2 - Följande morgon, ca 11

AKT II
- Sen eftermiddag samma dag

## Mottagande
Philip Hope-Wallace från The Guardian recenserade premiären i numret av den 13 augusti 1958 då han skrev: "Den oväntade gästen är standard Agatha Christie. Den har inget så genialt eller spännande som rättegångsscenen och den dubbla twisten i Åklagarens vittne, men den höll gårdagskvällens publik på Duchess Theatre i ett tillstånd av förstummad osäkerhet, gissande fel in i det sista. Det finns en eller två irriterande faktorer: ett överdrivet villospår i form av något som man naturligtvis inte får avslöja, också en av dessa mödrar som säger, med för många ord: "Inspektör, jag har inte många år kvar att leva..." och ge sig in på enorma mängder tråkiga upprepningar."
Mr Hope-Wallace sade att liket var "oklanderligt spelat med, utan tvekan, full hjälp av Metoden, av Philip Newman" och avslutade: "Jag har känt mer spänning och större förvåning från andra av Mrs Christies klassiker, men detta är ett ganska anständigt exempel på hennes hantverk."
Laurence Kitchin från The Observer recenserade pjäsen i numret av den 17 augusti 1958 där han skrev: "Liket svalnar obemärkt i en rullstol medan änkan och en inkräktare ger sig ut på en komplicerad utläggning. Förutsatt att man kan acceptera en sådan overklighet och den avgrundsdjupa humorn, finns det en sinnrik uppvisning av misstänkta, som om lock togs från fördärvets brunnar och hastigt sattes tillbaka."
The Guardian rapporterade att drottningen närvarade vid en föreställning av pjäsen på kvällen den 16 februari 1959 med Lord och Lady Mountbatten. Skådespelarna var omedvetna om att hon satt i publiken. Det var också kvällen då Christopher Sandford blev sjuk halvvägs in i föreställningen och fick ersättas av sin inhoppare efter paus.

## Publicering
Pjäsen publicerades första gången 1958 av Samuel French Ltd. i en pocketbokutgåva. Liksom Black Coffee (1998) och Spindelnätet (2000) blev pjäsens manus omgjort till en roman av Charles Osborne. Den publicerades i Storbritannien av HarperCollins 1999.

## Bearbetningar
En radiodramatisering bearbetad och regisserad av Gordon House sändes av BBC den 30 maj 1981.
Den filmatiserades 1980 som en italiensk TV-film, L'ospite inatteso.
Många indiska filmer har anpassat berättelsen till flera språk:
- Filmen Dhund, producerad och regisserad av B. R. Chopra från 1973 på hindi, var en av de tidigaste filmatiseringarna. År 2012 gjordes den om på marathi som Don Ghadicha Daav.
- Den kannadaspråkiga versionen av pjäsen (med endast huvudhandlingen kvar) fick titeln Tarka och släpptes 1988.
  - Kannada-filmen gjordes om på tamil 1990 som Puriyaadha Pudhir.
  - Kannada-filmen gjordes om 1997 på hindi som Chupp.
  - Raagala 24 Gantallo, en indisk teluguspråkig film från 2019 var inspirerad av pjäsen.